# Міністерство загальних справ Японії

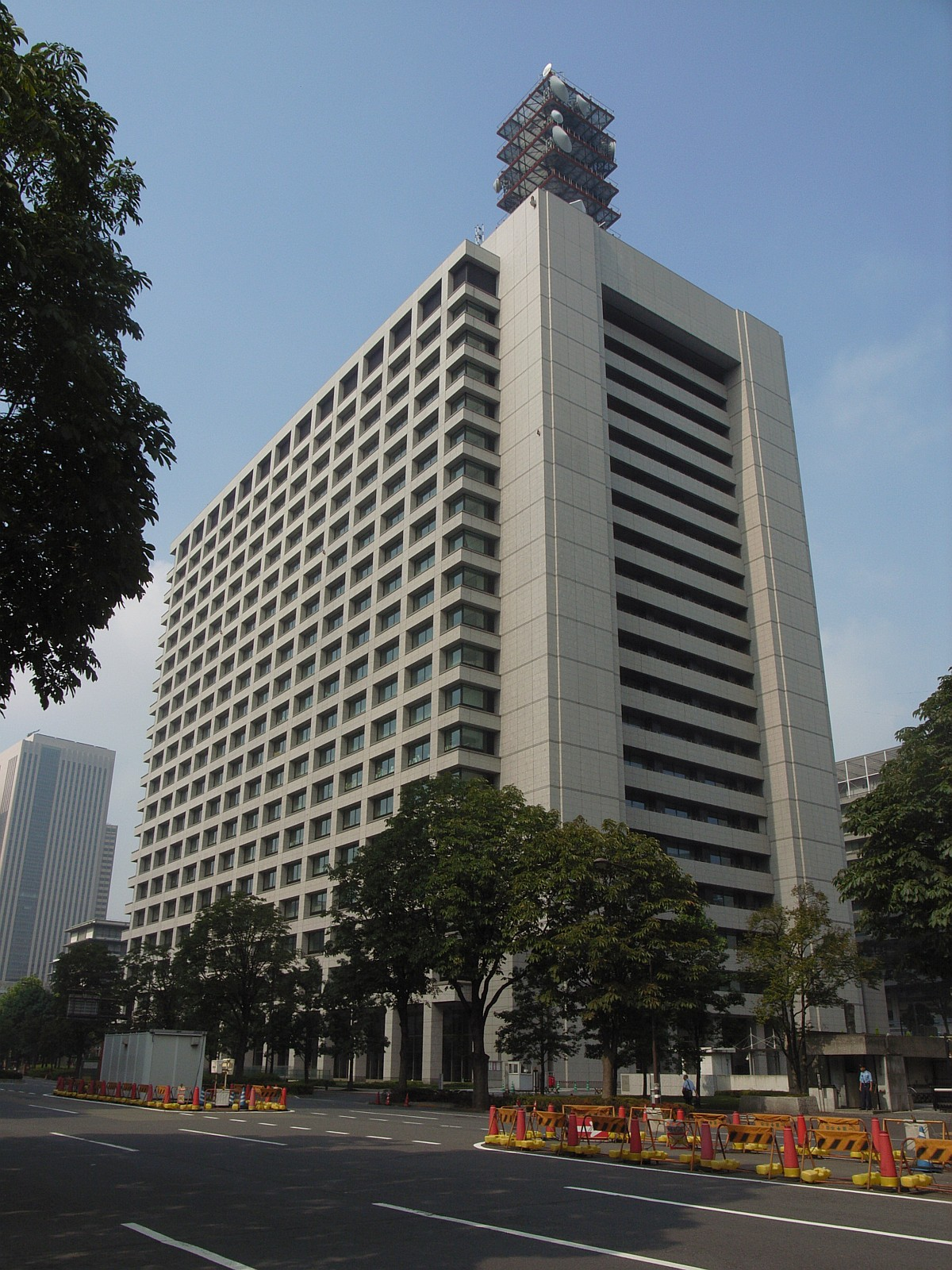
Центральна офісна будівля Міністерство внутрішніх справ і комунікацій Японії.

Міністерство загальних справ (яп. 総務省, そうむしょう, сому-сьо) — центральний орган виконавчої влади Японії. Покликане здійснювати всебічний контроль над управлінською системою держави та самоуправлінням в регіонах, слідкувати за ефективністю та демократичністю цієї системи, налагоджувати співпрацю між центральною і регіональною владою, швидко забезпечувати уряди різних рівнів точною статистичною інформацією про стан справ в державі, сприяти рівномірному розвитку радіо і телебачення.
Це міністерство було утворене шляхом переформування у 6 січня 2001 Міністерства самоврядування (яп. 自治省, дзіті-сьо), Міністерства пошти і телекомунікацій (яп. 郵政省, юсей-сьо) та Координаційного агентства (яп. 総務庁, сому-тьо).

## Підрозділи
- Служба статистики Японії